# Wajdów Groń
Wajdów Groń (677 m n.p.m.) – szczyt w północno-wschodniej części Pasma Pewelskiego, które w regionalizacji fizycznogeograficznej Polski według Jerzego Kondrackiego zaliczane jest do Beskidu Makowskiego, w nowszej regionalizacji z 2018 roku do Pasm Pewelsko-Krzeszowskich. Wajdów Groń jest najdalej na północny wschód wysuniętym szczytem Pasma Pewelskiego. W kierunku południowo-wschodnim odbiega od niego grzbiet, który poprzez Palenicę, Łopuszniaka, Bacową Przełączkę i Chrząszczową Górę opada w widły Lachówki i Kocońki, na Chrząszczowej Górze skręcając na północny wschód.
Szczyt i górna część stoków Wajdowego Gronia porasta las. Stoki północno-zachodnie opadają do doliny Kocońki i należą do miejscowości Las. Spływa z nich potok uchodzący do Kocońki. Stoki północno-wschodnie należą do miejscowości Kurów i Lachowice. Opadają do doliny Mącznianki i również spływa z nich potok. Wszystkie wymienione potoki leżą w dorzeczu Skawy.
Nazwa jest wołoskiego pochodzenia. U Wołochów słowa wajda oznaczało wojewodę, zaś groń to wyniosły brzeg rzeki lub potoku.

## Przypisy

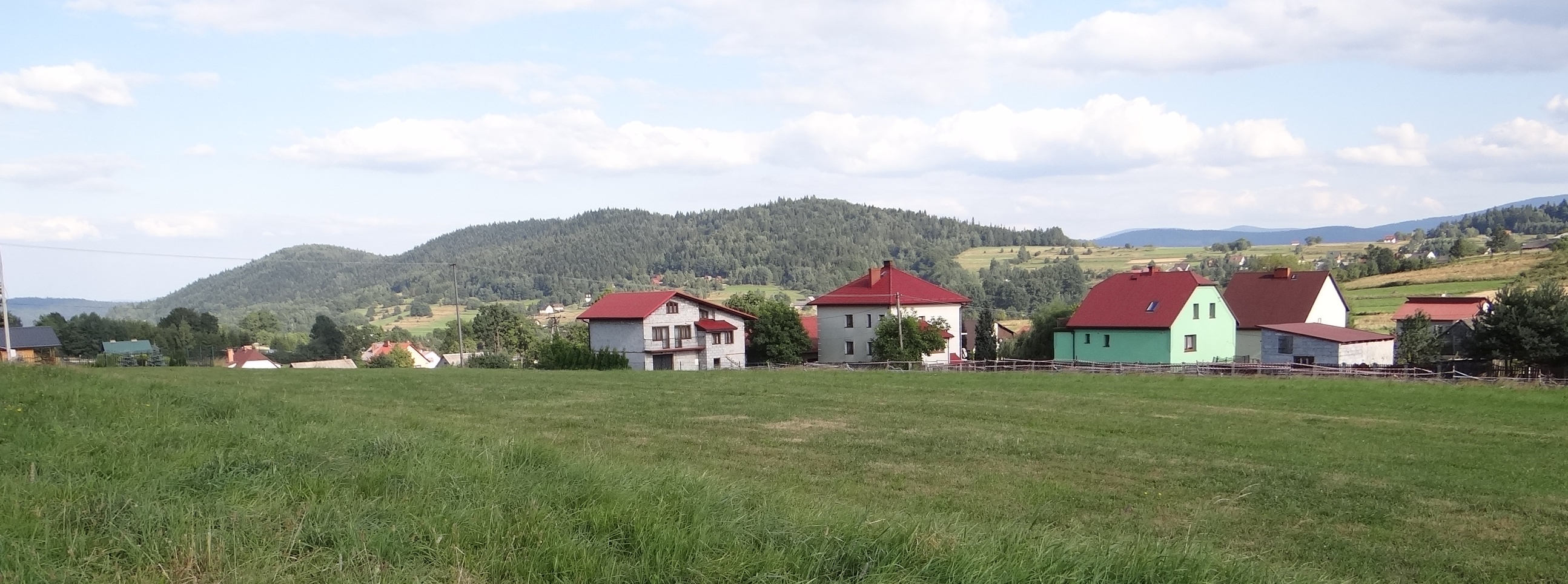
Widok od północy na Wajdów Groń, Groń i Małysiaków Groń
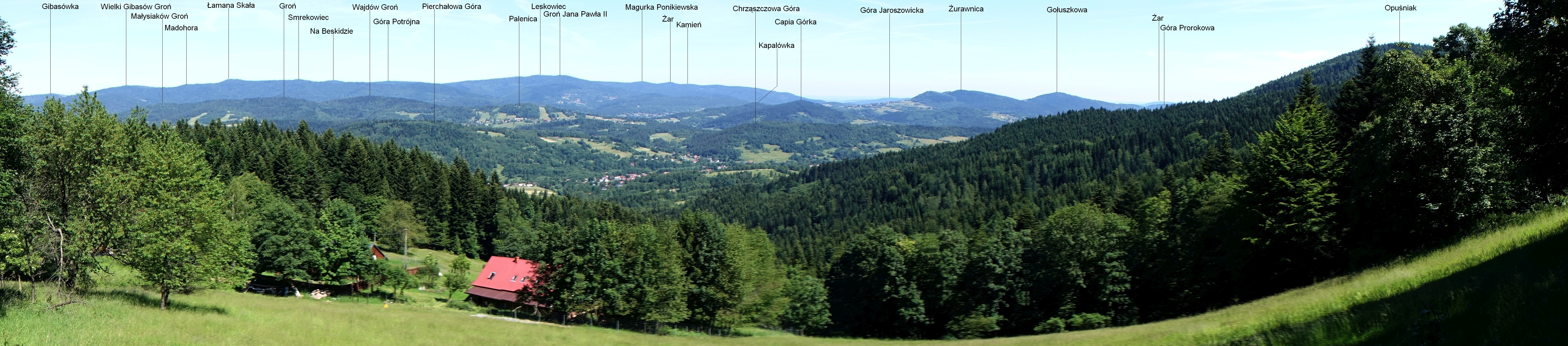
Panorama widokowa z polany Adamy i schroniska Pod Solniskiem